# مهران فرضیات
مهران فرضیات (۲۳ دی ۱۳۶۵ در تهران) بازیکن سابق فوتبال اهل ایران است. فرضیات سابقه عضویت در تیم‌های پرسپولیس، شهرداری تبریز و گسترش فولاد را دارد.